# Giroux, Indre
Giroux là một xã ở tỉnh Indre khu vực trung bộ Pháp. Xã này có diện tích 23,48 km², dân số thời điểm năm 1999 là 117 người. Khu vực này có độ cao trung bình 150 mét trên mực nước biển.